# Coryphaenoides acrolepis
Coryphaenoides acrolepis és una espècie de peix de la família dels macrúrids i de l'ordre dels gadiformes.

## Morfologia
- Els mascles poden assolir 104 cm de llargària total i 3.000 g de pes.[5][6]

## Reproducció
És ovípar i de larves planctòniques.

## Alimentació
Els adults mengen peixets, gambes, amfípodes, cefalòpodes i eufausiacis.

## Hàbitat
És un peix d'aigües profundes que viu entre 300-3700 m de fondària, tot i que, normalment, ho fa entre 900-1300.

## Distribució geogràfica
Es troba al Pacífic nord: des del nord del Japó fins a Okhotsk, la mar de Bering i, resseguint la costa nord-americana, fins al nord de Mèxic.

## Longevitat
Pot viure fins als 73 anys.